# Eflorescència

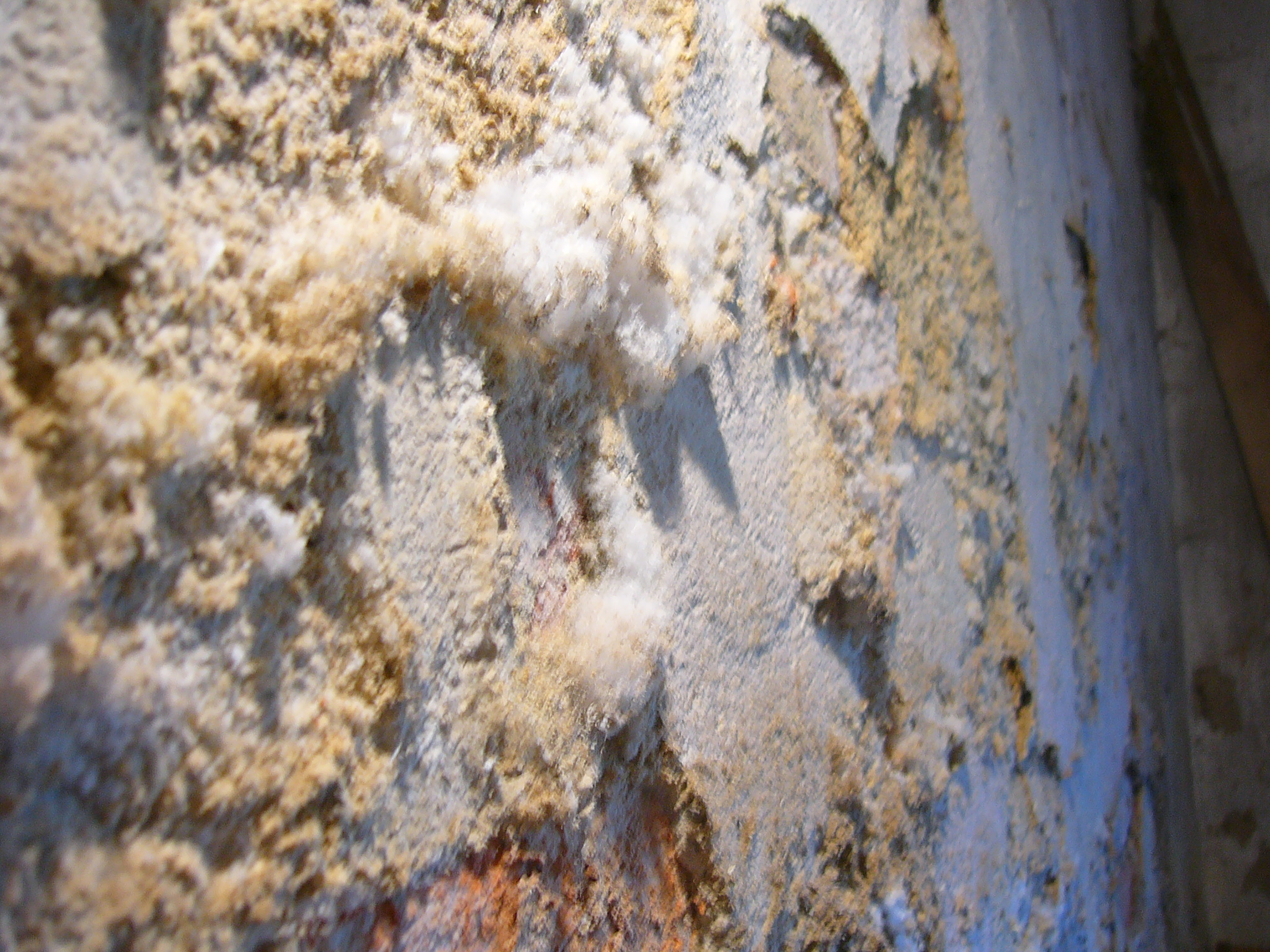
Eflorescència de salnitre a una paret.

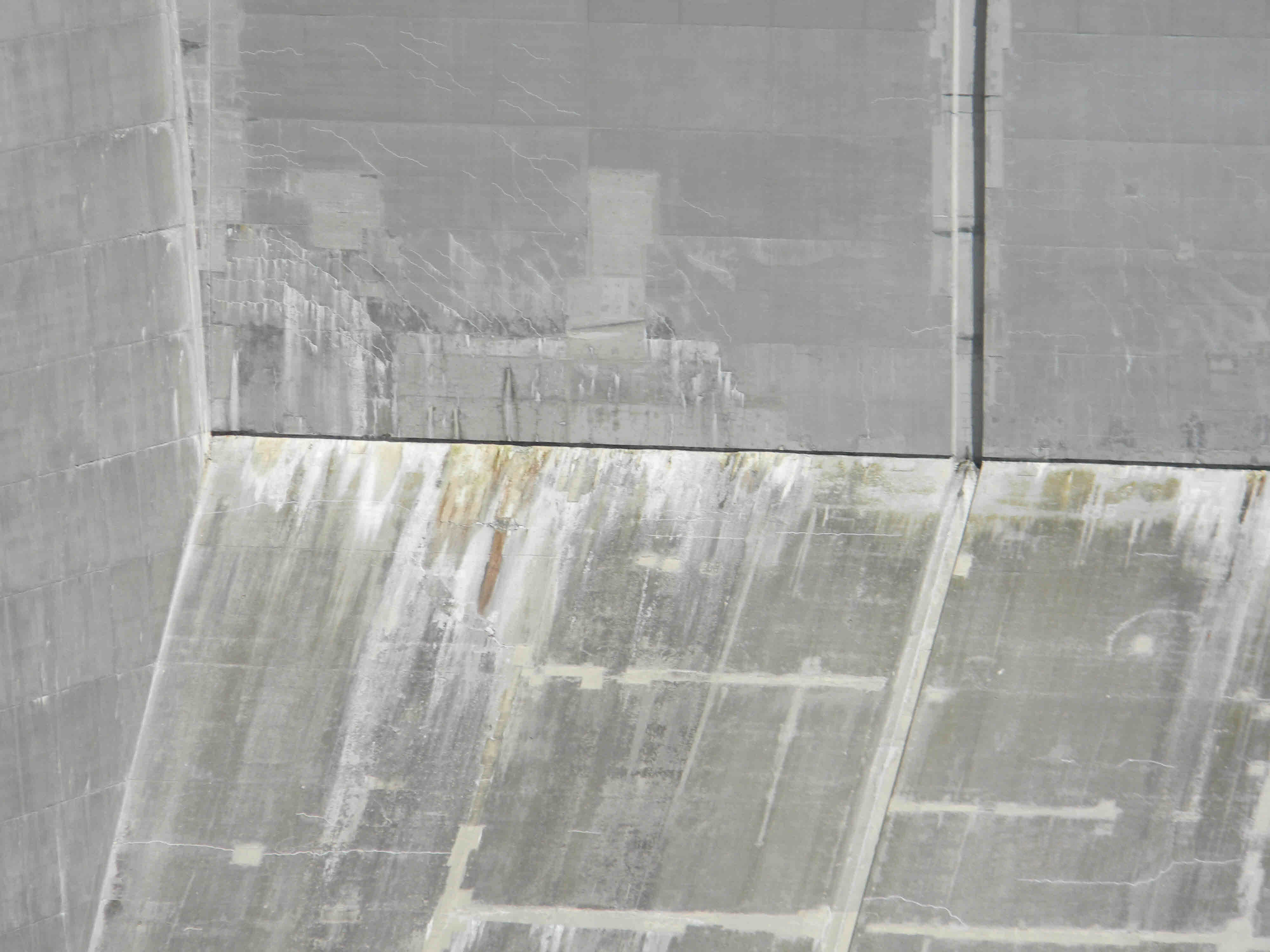
Eflorescència secundària.

Eflorescència és la propietat que posseeixen alguns minerals i substàncies químiques (hidrats) de reduir-se a pols per si mateixos per pèrdua d'aigua de cristal·lització en ser exposats a l'aire.
Un altre cas d'eflorescència té lloc en evaporar-se les solucions salines que hi ha per sota del sòl, se solen acumular en forma de sals solubles a flor de terra o d'un mur, deixant-ho com si hagués florit, d'aquí ve el seu nom.
Exemples de solucions eflorescents:
- El nitrat de potassi, KNO₃
- El guix o sulfat de calci, CaSO₄·2H₂O
- El sulfat de coure (II) pentahidratat, CuSO₄·5H₂O,

etc.